# Фишман, Борис (писатель)
Борис Фишман (род. 1979, Минск) — американский писатель. 
Автор романов «Не позволяйте моему ребёнку участвовать в родео» (2016), «Жизнь на замену» (2014) и «Дикий пир» (2019).

## Ранние годы
Родился в Минске, тогда столице Белорусской Советской Социалистической Республики (в настоящее время столица Беларуси), в еврейской семье. Эмигрировал в США в 1988 году вместе с семьёй. Имеет степень бакалавра по русской литературе Принстонского университета и является автором научно-популярных и литературно-критических работ.

## Карьера
Фишман — автор романа «Жизнь на замену», признанного «Книгой года» по версии New York Times в 2014 году, а также лауреат премии Университета Содружества Виргинии Cabell First Novelist Award и медали Софи Броди Американской библиотечной ассоциации. В романе рассказывается история молодого советского иммигранта-еврея, который помогает своему деду обманывать Конференцию по материальным претензиям евреев к Германии, пока их не ловят. Второй роман Фишмана «Не позволяй моему ребёнку участвовать в родео» (2016) рассказывает историю пары из Нью-Джерси, которая усыновила трудного ребёнка из Монтаны. Его третью книгу, Savage Feast («Дикий пир»), называют «частично мемуарами, частично кулинарной книгой», поскольку в ней собраны истории и рецепты из детства Фишмана.
Преподавая в Принстонском университете по программе творческого письма с 2015 по 2020 год, Борис Фишман начал преподавать в программе магистратуры изящных искусств в Университете Монтаны в Мизуле, штат Монтана, где он живёт со своей женой и дочерью.